# Allium sabalense
Allium sabalense — вид рослин з родини амарилісових (Amaryllidaceae); ендемік Ірану. 2n=32.

## Поширення
Ендемік Ірану.